# Gruia
Pour les articles homonymes, voir Gruia (homonymie).
Gruia est une commune roumaine du județ de Mehedinți, dans la région historique de l'Olténie et dans la région de développement du Sud-Ouest.

## Géographie
La commune de Gruia est située dans le sud du județ, dans la plaine d'Olténie (Câmpia Oltenie), sur la rive gauche du Danube, face à la ville de Negotin en Serbie, à 53 km au de Drobeta Turnu-Severin, la préfecture du județ.
Elle est composée des trois villages suivants (population en 2002) :
- Gruia (1 810), siège de la municipalité ;
- Izvoarele (1 119) ;
- Poiana Gruii (234).

## Histoire
La commune a fait partie du royaume de Roumanie dès sa création en 1878.

## Religions
En 2002, 97,59 % de la population étaient de religion orthodoxe et 2,21 % étaient pentecôtistes.

## Démographie
En 2002, les Roumains représentaient 78,62 % de la population totale et les Tsiganes 21,34 %. La commune comptait 1 188 ménages et 1 134 logements.
| 1992  | 2002  | 2007  |
| ----- | ----- | ----- |
| 3 378 | 3 163 | 3 071 |

## Économie
L'économie de la commune est basée sur l'agriculture (viticulture) et le tourisme sur les rives du Danube.

## Lieux et monuments
- Église de l'Assomption de la Vierge (Adormirea Maicii Dmonului) de 1854.
- Vestiges d'une nécropole des VIIe et VIIIe siècles av. J.-C.